# Nakerrivier
Nakerrivier (Zweeds: Nakeririvier) is een rivier die stroomt in de Zweedse  gemeente Kiruna. De rivier verzorgt de afwatering van het Nakermeer. Dat meer ligt aan ingesloten tussen bergen; slechts aan de zuidoostkant is een opening, waardoor de Nakerrivier zich een weg moet banen. Echter zuidwaarts kan de rivier niet, want daar ligt ook een bergplateau. De rivier kan alleen naar het oosten, stroomt naar, door en uit het Nakermoerasmeer en dan naar het noorden om uiteindelijk in Torneträsk te belanden. De Nakerrivier is 38,33 km lang. De rivier kruist de Europese weg 10 en de Ertsspoorlijn.
Naamvarianten zijn onder andere: Nakerijoki, Nagireatnu, Nakerätno.
Afwatering: Nakerrivier → Torneträsk → Torne → Botnische Golf